# Симфонія № 2 (Сібеліус)
Симфонія № 2 Ре мажор op. 43 — симфонія Яна Сібеліуса, завершена у 1902 році. Вперше виконана 8 березня 1902 року Гельсінським філармонічним оркестром під орудою автора. Перший аудіозапис здійснив фінський диригент Роберт Каянус в 1930 році.

## Структура
1. Allegretto — Poco allegro — Tranquillo, ma poco a poco ravvivando il tempo all'allegro — Poco largamente — Tempo I — Poco allegro
2. Tempo andante, ma rubato — Poco allegro — Molto largamente — Andante sostenuto — Andante con moto ed energico — Allegro — Poco largamente — Molto largamente — Andante sostenuto — Andante con moto ed energico — Andante — Pesante
3. Vivacissimo — Lento e soave — Tempo primo — Lento e soave — (attacca)
4. Finale: Allegro moderato — Moderato assai — Meno moderato e poco a poco ravvivando il tempo — Tempo I — Largamente e pesante — Poco largamente — Molto largamente